# Ramazan Döne
Ramazan Döne (* 10. Juli 1981 in Rize) ist ein türkischer Handballspieler. Döne wird zumeist auf Rückraum rechts eingesetzt.

## Karriere
Der 1,93 m große und 102 kg schwere Linkshänder begann seine Profikarriere bei Ҫankaya Bel. Ankara, mit dem er 2002 Pokalsieger wurde. Mit Ankara erreichte er das Achtelfinale im Europapokal der Pokalsieger 2003/04 und im EHF Challenge Cup 2005/06. 2006 wechselte er zu Beşiktaş Istanbul. In der Saison 2008/09 wurde er Torschützenkönig im Challenge Cup mit 62 Toren. Mit Beşiktaş wurde er 2007, 2009, 2010, 2011, 2012, 2013, 2014, 2015, 2016, 2017, 2018 und 2019 türkischer Meister sowie 2009, 2010, 2011, 2012, 2014, 2015, 2016, 2017 und 2018 Pokalsieger. Im Sommer 2021 verließ er Beşiktaş und unterschrieb bei Eskişehir Ormanspor.
Für die Türkische Nationalmannschaft bestritt er mindestens 200 Länderspiele und war oftmals Topscorer seiner Mannschaft. Bei den Mittelmeerspielen 2013 belegte er mit der Auswahl den dritten Rang. Bei den Islamic Solidarity Games 2017 und den IHF Emerging Nations Championship 2017 gewann er mit der Türkei jeweils die Silbermedaille.